# Тома Ромен
Тома Ромен (фр. Thomas Romain; 1. август 1977, Безансон) француски је аниматор који је учествовао у продукцији дечјих анимираних  наслова Код Лиоко (2003) и Обан: Звездани тркачи (2006). Већи део своје каријере провео је у јапанској индустрији анимације, радећи на аниме серијалима као што су Space Dandy (2014) и Carole & Tuesday (2019).

## Биографија
Тома Ромен рођен је 1. августа 1977. године у граду Безансон, у источној Француској. Одлучио је да се озбиљно бави анимацијом када је напунио 19 година. Дипломирао је на париској академији Гоблан (Gobelins, l'École de l'image), која је изнедрила бројне успешне француске анимaторе. Његов први озбиљнији пројекат, под окриљем француског студија Антфилм (Antefilms), и у сарадњи с колегиницом Тањом Палумбо, био је краткометражни филм Garage Kids (2001), који је био инспирисан футуристичким и мрачним темама приказаним у остварењима као што су трилогија Матрикс и Neon Genesis Evangelion. Пројекат је послужио као основ за будући наслов, Код Лиоко. Mеђутим, након уплитања студија у развој серијала, Ромен га напушта и 2003. године одлази у Јапан.
Тамо је наредне три године на месту ко-режисера развијао нови пројекат, анимирану серију француско-јапанске продукције, Обан: Звездани тркачи. Након њеног великог успеха одлучио је да остане у Јапану и посвети се индустрији анимеа. Радио је с различитим кућама, попут студија Hal Film Maker, Satelight (где је провео највише времена) и Bones.
Године 2017. привукао је пажњу јавности након што је цртеже измишљених јунака, које су нацртали његови синови, наново исцртао својом руком и објавио их на Твитеру. Талас популарности га је охрабрио да са синовима састави две сликовнице таквог типа, под називом Породичне црте.
Од 2019. улаже значајне напоре како би омогућио младим француским аниматорима да се придруже и остваре у јапанској индустрији, тако што ствара информативни вебсајт Furansujin Connection (дословно, повезаност Француза), који преноси искуства бројних остварених европских аниматора у Јапану, а потом оснива и сопствени студио анимације, Studio No Border, који радо прихвата стране аниматоре.

## Филмографија

### Француска анимација
- Garage Kids (2001), краткометражни филм
- Код Лиоко (2003), на српски синхронизовао студио Loudworks 2008. године
- Обан: Звездани тркачи (2006), француско-јапански пројекат

### Јапанска анимација
- Aria the Natural (2006)
- Engage Planet Kiss Dum (2007)
- Basquash! (2009)
- Senki Zesshō Symphogear (2013)
- Space Dandy (2014)
- Macross Delta (2015)
- Cannon Busters (2019)
- Carole & Tuesday (2019)